# 千歳市立泉沢小学校
千歳市立泉沢小学校（ちとせしりつ いずみさわしょうがっこう）は、北海道千歳市柏陽に所在する公立小学校。

## 沿革
年表
- 1996年（平成8年）- 校名決定、校舎建設工事着工、校章制定[1]。
- 1997年（平成9年）- 向陽台小学校から千歳市立泉沢小学校が分離開校、校歌・教育目標制定、体育館完成[1]。
- 2003年（平成15年）- 英会話学習の実施[1]。
- 2008年（平成20年）- 石狩管内教育実践奨励賞受賞[1]。
- 2009年（平成21年）- 第一期「輝きの森」整備[注 1][1]。
- 2010年（平成22年）- 第二期「輝きの森」整備[1]。
- 2018年（平成30年）- 体育館屋根耐震工事[1]。
- 2021年（令和3年）- 特別支援学級（知的1、自閉情緒1）開設[1]。
- 2022年（令和4年）- 特別支援学級（肢体不自由1）開設、校舎外壁・トイレ改修工事完了[1]。

## 教育目標
- 「情」思いやりを持ち、助け合う子[2]。
- 「意」ねばり強く、がんばりぬく子[2]。
- 「知」進んで学び、深く考える子[2]。
- 「体」明るく元気で、たくましい子[2]。

## 学校行事
学校行事は以下の通り。
- 4月 - 前期始業式、入学式、知能検査（2・5年）、学力検査（2-6年）
- 5月 - 避難訓練
- 6月 - 運動会、中学校体験（6年）、遠足
- 7月 - 個人懇談、夏季休業
- 8月 - 修学旅行（6年）
- 9月 - 社会見学（1-2・4年）、宿泊学習（5年）
- 10月 - 社会見学（3年）、前期終業式、秋季休業、後期始業式、中学校体験（6年）
- 11月 - 学芸会、人権教室（4年）
- 12月 - 冬季休業
- 1月 - スケート学習
- 2月 -
- 3月 - 6年生を送る会、卒業式、修了式、学年末休業

## 通学区域
通学区域は以下の通り。
- 文京
- 柏陽
- 福住
- 泉沢の一部

## 進学先中学校
- 千歳市立千歳中学校

## 交通アクセス
バス
- 千歳相互観光バス 泉沢向陽台線・泉沢市民病院線「柏陽3丁目」停留所下車、徒歩1分[5]。